# Carolina Manica
Carolina Mânica (Estrela, 1 de junho de 1981), é uma atriz e produtora brasileira.

## Carreira
Natural do Rio Grande do Sul, começou sua carreira como apresentadora do programa, TV Diário da emissora RBS TV. Em São Paulo, sua carreira teatral começou a se intensificar em 2004, desenvolvendo trabalhos com diretores como Eduardo Tolentino, fundador do Grupo Tapa, Gerald Thomas e Mário Bortolotto.
Em 2009, ela atuou e produziu o espetáculo "Brutal", de Mário Bortolotto.

## Filmografia

### Televisão
| Ano  | Título              | Personagem   | Notas                      |
| ---- | ------------------- | ------------ | -------------------------- |
| 2008 | Dance, Dance, Dance | —            |                            |
| 2009 | Cilada              | Melissa Star | Episódio: "A Cantora"      |
| 2009 | Descolados          | Isa          | Episódio: "Boa Noite"      |
| 2011 | Alice               | Bilheteira   | Episódio: "A Última Noite" |
| 2011 | Amor em 4 Atos      | Drica        | Episódio: "Vitrines"       |
| 2011 | Fina Estampa        | —            |                            |
| 2014 | Psi                 | Bia          | Episódio: "A Vizinha"      |
| 2017 | Carinha de Anjo     | Paula        |                            |
| 2018 | Natureza Morta      | Rita         |                            |
| 2019 | Rua Augusta         | Raquel       |                            |
| 2022 | Vale dos Esquecidos | Iasmim       |                            |

### Cinema
| Ano  | Título                         | Personagem         | Notas          |
| ---- | ------------------------------ | ------------------ | -------------- |
| 2005 | Como se Nunca Tivesse Existido | —                  | Curta-metragem |
| 2008 | Rinha                          | Convidada          |                |
| 2008 | Certas Escolhas                | —                  | Curta-metragem |
| 2011 | Malu de Bicicleta              | Gatinha do espirro |                |
| 2012 | O Gorila                       | —                  |                |
| 2015 | Linha de Fuga 2.0              | —                  |                |
| 2015 | Pontos de Vista                | Maria              | Curta-metragem |
| 2019 | Com Cassis?                    | Madrasta           | Curta-metragem |
| 2021 | Pornô para Principiantes       | Ashley             |                |
| 2023 | Ângela                         | Adelita Scarpa     |                |

## Teatro
As peças que Carolina atuou são:[carece de fontes?]
- 2006 – Pesquisa corporal em Dança Teatro
- 2007 – Wotan
- 2007 – Pesquisa de Teatro Contemporâneo
- 2007 – Hamletmachine
- 2008 – Kepler o Cão que Ofende Mulheres
- 2008 – Chapa Quente
- 2009 – Brutal (também como produtora)
- 2009 – Amargo Siciliano
- 2009 – Camaradagem
- 2010 –  Música Para Ninar Dinossauros
- 2010 – Tape
- 2010 – A Frente Fria que a Chuva Traz
- 2011 – A Sra de Dubuque
- 2012 – Credores (dir. Nelson Baskerville)

## Apresentadora
Os programas que a atriz participou como apresentadora são:[carece de fontes?]
- 2001 – Caça VJ, MTV Brasil.
- 2001 a 2003 – KzuTV, TVCom.
- 2003 – Cobertura ao vivo do Vestibular de Inverno, TVCom.
- 2003 – Cobertura do Festival de Música Planeta Atlântida, programa KzuTV, TVCom.
- 2005 – Cobertura do evento de moda Fashion Rio, para Enterteinment Television.

## Prêmios e indicações
- 2015 – APCA - indicada como melhor atriz pelo espetáculo “Dias de Vinho e Rosas”[9]
- 2015 – ARTE QUALIDADE BRASIL - indicada como melhor atriz pelo espetáculo “Dias de Vinho e Rosas”.[9]
- 2017 – FIBABC (Madrid/Espanha) - melhor atriz pelo filme “Pontos de Vista”[9][10]
- 2017 – Comunicurtas PB - melhor atriz pelo filme “Pontos de Vista”[9]